# Emmi Peltonen
Emmi Peltonen (Nashville, 29 novembre 1999) è una pattinatrice artistica su ghiaccio finlandese.
È due volte campionessa nazionale e si è classificata tra i primi dieci ai Campionati europei del 2018 e ai Campionati europei del 2019. Ha rappresentato la Finlandia a Pyeongchang 2018.

## Vita privata
Emmi Peltonen è nata il 29 novembre 1999 a Nashville, in Tennessee. Ha due fratelli più grandi di un anno, i gemelli Aleksi e Jesper e una sorella sei anni più giovane di lei, Nelli. I loro genitori finlandesi -Hanna, una ex-pattinatrice artistica, e Ville Peltonen, un ex-giocatore di hockey -si erano trasferiti negli Stati Uniti a causa del contratto del padre con i Nashville Predators della NHL. La famiglia è tornata in Finlandia qualche anno dopo. Anche suo nonno paterno, Esa Peltonen, è un ex-giocatore di hockey professionista.

## Carriera

### Primi anni
Peltonen ha ricevuto i suoi primi pattini quando aveva due anni, e ha cominciato a pattinare nel 2002. Ha cominciato a partecipare alle competizioni come novizia avanzata a livello internazionale nella stagione 2011-2012. Ha vinto la medaglia d'oro ai Campionati Nordici del 2013.

### Stagione 2013-2014: debutto a livello internazionale juniores
Peltonen ha debuttato a livello internazionale junior nella stagione 2013-2014. Ha vinto la medaglia d'argento per la categoria junior ai Campionati nazionali finlandesi e ai Campionati nordici, entrambe le volte dietro a Jenni Saarinen.

### Stagione 2014-2015
Virpi Horttana ha allenato Peltonen all'Espoo Skating Club ad Espoo, in Finlandia. Il suo debutto al Grand Prix juniores (JGP) è avvenuto ad agosto del 2014; si è classificata nona nella tappa a Courchevel, in Francia. Gareggiando in categoria senior ai Campionati nazionali finlandesi, si è piazzata ottava nel programma corto e quarta nel programma libero, finendo quarta in totale.

### Stagione 2015-2016: debutto a livello internazionale senior
Nella stagione 2015-2016, Peltonen è stata allenata da Sirkka Kaipio a Helsinki e Järvenpää e da Rafael Arutyunyan in California. Si è classificata quindicesima nell'unica tappa del Grand Prix juniores a cui ha partecipato, a Linz, in Austria.
Facendo il suo debutto internazionale, Peltonen si è classificata decima al Finlandia Trophy, un evento di Challenge Series (CS) ad ottobre 2015. Non ha gareggiato ai Campionati nazionali finlandesi a dicembre ma ha ottenuto una medaglia juniores ai Campionati nordici qualche mese dopo.

### Stagione 2016-2017
Durante l'estate, Peltonen si è allenata con Arutyunyan in California. Ad agosto, si è classificata quinta alla tappa del Grand Prix juniores in Francia, a Saint Gervias-les-Bains. Ha poi partecipato a diverse competizioni internazionali a livello senior, finendo dodicesima al Finlandia Trophy, quattordicesima alla Volvo Open Cup e sesta alla Warsaw Cup.
A dicembre 2016, Peltonen ha vinto la medaglia d'oro ai Campionati nazionali finlandesi a Tampere, superando la medaglia d'argento Jenni Saarinen di otto punti. È stata scelta per rappresentare la Finlandia ai Campionati europei del 2017 a Ostrava. Classificatasi quattordicesima nel programma corto e nona nel programma libero, ha finito in undicesima posizione in totale.
Peltonen ha partecipato ai Campionati mondiali del 2017 a Helsinki, in Finlandia, ma non è passata al secondo segmento di gara, essendosi piazzata ventinovesima nel programma corto.

### Stagione 2017-2018
A settembre del 2017, la Finlandia ha ottenuto un posto per le donne per le Olimpiadi di Pyeongchang, grazie al risultato ottenuto da Vivenca Lindfors al Nebelhorn Trophy 2017. A dicembre, Peltonen ha vinto i Campionati nazionali per la seconda volta consecutiva, finendo davanti alla medaglia d'argento Lindfors per un margine di 4.22 punti.
A gennaio, Peltonen si è classificata undicesima nel programma corto, ottava nel programma libero e nona sul totale ai Campionati europei del 2018 a Mosca, in Russia, superando Lindfors di ben 11 punti. Il 24 di gennaio 2018, il Comitato Olimpico Finlandese sceglie Peltonen per rappresentare la Finlandia alle Olimpiadi. Si è classificata ventesima nelle competizione femminile.

### Stagione 2018-2019
Peltonen ha cominciato la nuova stagione al Finlandia Trophy 2018, terminando in quinta posizione, due ordinali sotto Lindfors, che ha vinto la medaglia di bronzo. Ha poi partecipato alla sua prima tappa del Grand prix allo speciale Grand Prix di Helsinki 2018, dove si è classificata nona.
Peltonen ha vinto la medaglia d'argento ai Campionati nazionali finlandesi, finendo dietro a Lindfors; ha poi concluso in ottava posizione i Campionati europei del 2019, mentre Lindfors ha vinto la medaglia di bronzo. Basandosi sui risultati della stagione, Lindfors è stata scelta per rappresentare la Finlandia ai Campionati mondiali del 2019 a Saitama, in Giappone. Tuttavia, il 5 marzo 2019, Lindfors ha pubblicato un posto sulla sua pagina Instagram, affermando di essere impossibilitata a partecipare ai Campionati mondiali a causa di una lesione. Per questo motivo, Peltonen ha potuto rappresentare la Finlandia ai Mondiali, senza passare al secondo segmento di gara, classificandosi in ventottesima posizione nel programma libero.
Attualmente, Peltonen si allena con Sirkka Kaipio in Finlandia e con Stéphane Lambiel in Svizzera.

## Programmi
| Season    | Programma corto                                                   | Programma libero |
| --------- | ----------------------------------------------------------------- | --- |
| 2018–2019 | - Caruso di Lucio Dalla eseguita da Jackie Evancho                | - Suite for Cello and Orchestra: Sayuri's Theme (da Memorie di una Geisha) di John Williams - Chairman's Waltz (da Memorie di una Geisha) di John Williams |
| 2017–2018 | - Jalousie 'Tango Tzigane' di Jacob Gade                          | - Papa, Can You Hear Me? (da Yentl) di Michel Legrand |
| 2016–2017 | - Libertango di Astor Piazzolla                                   | - Papa, Can You Hear Me? (da Yentl) di Michel Legrand |
| 2015–2016 | - Woman di Album Blanc                                            | - Violin Fantasy di George Gershwin |
| 2014–2015 | - Heart of a King (da La Maschera di Ferro) di Nick Glennie-Smith | - Violin Fantasy di George Gershwin |
| 2013–2014 |                                                                   | - Asturias (Leyenda) by Isaac Albéniz |
| 2012–2013 | - Fantaisie-Impromptu by Frédéric Chopin                          | - Asturias (Leyenda) by Isaac Albéniz |

## Risultati
| Internazionali                                            | Internazionali | Internazionali | Internazionali | Internazionali | Internazionali | Internazionali | Internazionali | Internazionali | Internazionali | Internazionali | Internazionali | Internazionali | Internazionali | Internazionali |
| Evento                                                    | 2011–12        | 2012–13        | 2013–14        | 2014–15        | 2015–16        | 2016–17        | 2017–18        | 2018–19        | 2019-20        | 2020-21        | 2021-22        | 2022-23        | 2023-24        | 2024-25        |
| --------------------------------------------------------- | -------------- | -------------- | -------------- | -------------- | -------------- | -------------- | -------------- | -------------- | -------------- | -------------- | -------------- | -------------- | -------------- | -------------- |
| Olimpiadi                                                 |                |                |                |                |                |                | 20º            |                |                |                |                |                |                |                |
| Mondiali                                                  |                |                |                |                |                | 29º            |                | 28º            | C              |                |                |                |                |                |
| Europei                                                   |                |                |                |                |                | 11º            | 9º             | 8º             | 5º             | C              | R              |                | 12°            |                |
| GP Rostelecom Cup                                         |                |                |                |                |                |                |                |                | 12°            |                |                |                |                |                |
| GP della Finlandia                                        |                |                |                |                |                |                |                | 9º             |                |                |                | R              |                |                |
| GP Trophée Bompard                                        |                |                |                |                |                |                |                |                |                | C              |                |                |                |                |
| CS Autumn Classic International                           |                |                |                |                |                |                |                |                |                |                |                |                | 7°             |                |
| CS Alpen Trophy                                           |                |                |                |                |                |                |                | R              |                |                |                |                |                |                |
| CS Budapest Trophy                                        |                |                |                |                |                |                |                |                |                |                |                | R              |                |                |
| CS Denis Ten Memorial                                     |                |                |                |                |                |                |                |                |                |                | 4°             |                |                |                |
| CS Finlandia                                              |                |                |                |                | 10º            | 12º            | 11º            | 5º             |                |                | R              |                | 7°             |                |
| CS Golden Spin                                            |                |                |                |                |                |                |                |                |                |                |                | 16°            |                |                |
| CS Lombardia                                              |                |                |                |                |                |                | 11º            |                |                |                | R              |                |                |                |
| CS Nebelhorn Trophy                                       |                |                |                |                |                | R              |                | R              |                |                |                |                |                |                |
| CS Tallinn Trophy                                         |                |                |                |                |                |                |                | R              |                |                |                |                |                |                |
| CS Warsaw Cup                                             |                |                |                |                |                | 6º             |                |                | R              |                | 8°             | R              | 8°             | R              |
| FBMA Trophy                                               |                |                |                |                |                | 1º             |                |                |                |                |                |                |                |                |
| Nordics                                                   |                |                |                |                |                |                |                | R              | 2º             |                |                |                |                |                |
| NRW Trophy                                                |                |                |                |                |                |                |                |                |                |                |                |                |                | 5º             |
| Open d'Andorra                                            |                |                |                |                |                |                |                |                |                |                | 1º             |                |                |                |
| Santa Claus Cup                                           |                |                |                |                |                |                | 4°             |                |                |                |                |                |                |                |
| Tallink Hotels Cup                                        |                |                |                |                |                |                |                |                | R              |                |                |                |                |                |
| Trophée de Nice                                           |                |                |                |                |                |                |                |                |                |                |                |                | 1º             |                |
| Volvo Open                                                |                |                |                |                |                | 14°            |                |                | 4°             |                |                | 3°             |                |                |
| Internazionali Junior                                     |                |                |                |                |                |                |                |                |                |                |                |                |                |                |
| Mondiali Junior                                           |                |                |                |                |                | R              |                |                |                |                |                |                |                |                |
| JGP Austria                                               |                |                |                |                | 16º            |                |                |                |                |                |                |                |                |                |
| JGP Francia                                               |                |                |                | 9º             |                | 5º             |                |                |                |                |                |                |                |                |
| Nazionali                                                 |                |                |                |                |                |                |                |                |                |                |                |                |                |                |
| Campionati finlandesi                                     |                |                | 2º J           | 4º             |                | 1º             | 1º             | 2º             | 1º             | C              | 3°             |                | 4°             |                |
| J = Categoria Junior; R = Ritirata; C = Evento cancellato |                |                |                |                |                |                |                |                |                |                |                |                |                |                |